# Vilseck
Vilseck est une ville allemande, située en Bavière, dans l'arrondissement d'Amberg-Sulzbach.

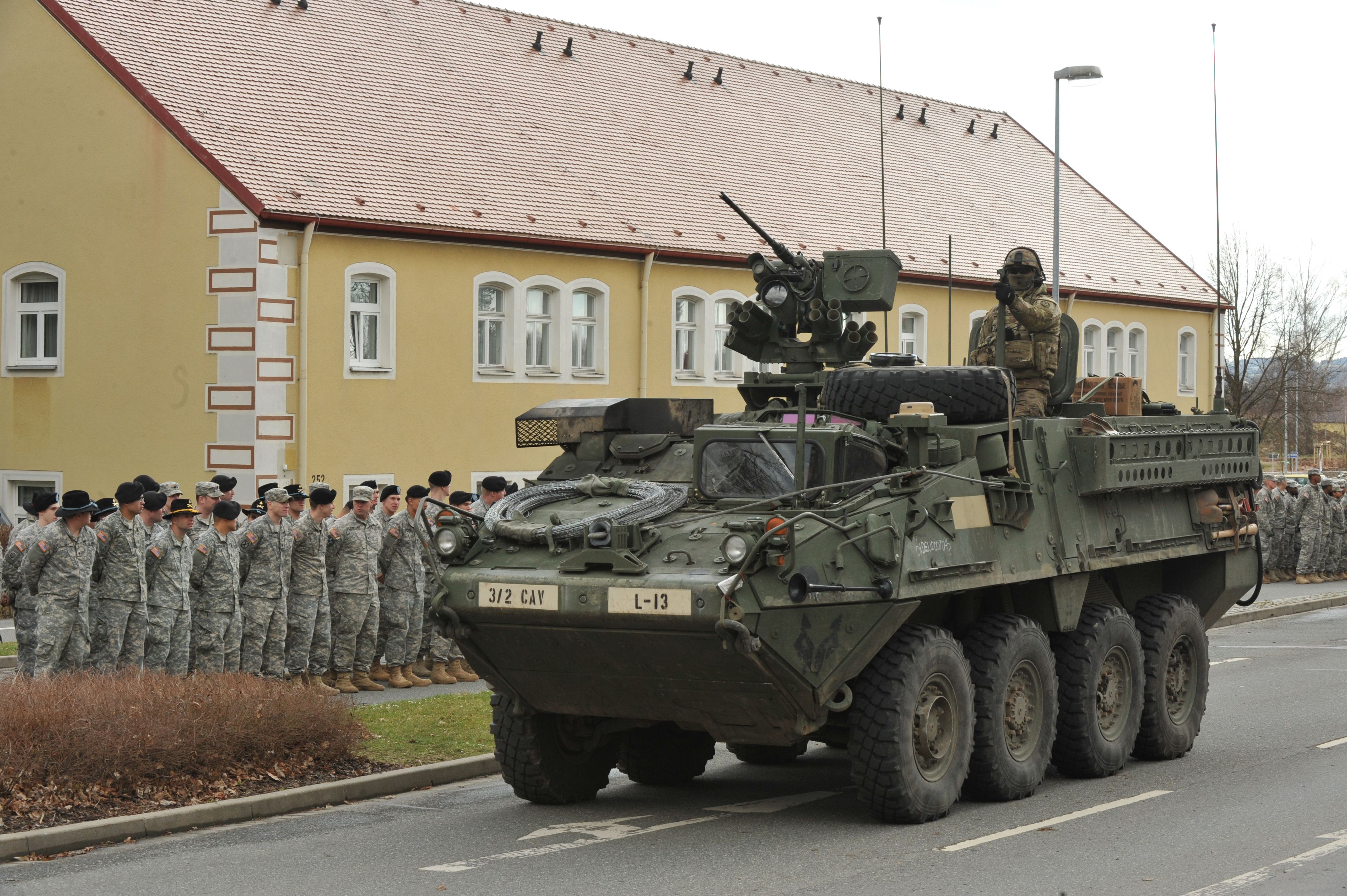
Base militaire Rose barracks du 2e régiment de cavalerie (États-Unis) de l'OTAN.